# Episodi de La squadra (prima stagione)
La prima stagione della serie televisiva poliziesca La squadra è andata in onda dal 3 marzo 2000 al 25 gennaio 2001 su Rai 3. Gli episodi non avevano un titolo.
| nº | Prima TV Italia  |
| -- | ---------------- |
| 1  | 3 marzo 2000     |
| 2  | 9 marzo 2000     |
| 3  | 10 marzo 2000    |
| 4  | 16 marzo 2000    |
| 5  | 17 marzo 2000    |
| 6  | 23 marzo 2000    |
| 7  | 30 marzo 2000    |
| 8  | 6 aprile 2000    |
| 9  | 13 aprile 2000   |
| 10 | 20 aprile 2000   |
| 11 | 27 aprile 2000   |
| 12 | 4 maggio 2000    |
| 13 | 11 maggio 2000   |
| 14 | 18 maggio 2000   |
| 15 | 25 maggio 2000   |
| 16 | 1º giugno 2000   |
| 17 | 27 ottobre 2000  |
| 18 | 3 novembre 2000  |
| 19 | 10 novembre 2000 |
| 20 | 17 novembre 2000 |
| 21 | 24 novembre 2000 |
| 22 | 1º dicembre 2000 |
| 23 | 8 dicembre 2000  |
| 24 | 15 dicembre 2000 |
| 25 | 18 gennaio 2001  |
| 26 | 25 gennaio 2001  |